# Verona Volley 2022-2023
Questa voce raccoglie le informazioni riguardanti la Verona Volley nelle competizioni ufficiali della stagione 2022-2023.

## Stagione
Nella stagione 2022-23 la Verona Volley assume la denominazione sponsorizzata di WithU Verona.
Partecipa per la seconda volta alla Superlega: chiude la regular season di campionato al quinto posto in classifica, qualificandosi per i play-off scudetto, dove viene sconfitta nei quarti di finale dalla Lube. Accede quindi ai play-off 5º posto, uscendo nella fase a gironi, concluso al quinto posto.
A seguito del quarto posto in classifica al termine del girone di andata, si qualifica per la Coppa Italia: è eliminata nei quarti di finale dalla You Energy.

## Organigramma societario
Area direttiva
- Presidente: Stefano Fanini
- Amministratore unico: Fabio Venturi
- Direttore sportivo: Gian Andrea Marchesi
- Team Manager: Adi Lami
- Logistica prima squadra: Claudio Brendolan, Claudio Tamanini

Area tecnica
- Allenatore: Radostin Stojčev
- Allenatore in seconda: Dario Simoni
- Scout man: Mario Di Maio
- Responsabile settore giovanile: Adi Lami
- Responsabile tecnico settore giovanile: Bruno Bagnoli

Area comunicazione
- Responsabile comunicazione: Damiano Beltotto
- Ufficio stampa: Emiliano Martinelli
- Area digital: Angela Cenzon, Camilla Turci, Thomas Zanetti

Area marketing
- Ufficio marketing: Serena Valpreda
- Responsabile area commerciale: Simone Salizzoni (fino al 22 febbraio 2023)

Area sanitaria
- Medico: Alberto Ciacciarelli
- Preparatore atletico: Ivanov Tsvetelin
- Fisioterapista: Fabio Rossin, Alessandro Piccoli
- Massofisioterapista: Claudio Bignotti
- Ortopedico: Roberto Filippini

## Rosa
| N° | Nome                | Ruolo | Data di nascita  | Nazionalità sportiva |
| -- | ------------------- | ----- | ---------------- | -------------------- |
| 1  | Lorenzo Cortesia    | C     | 26 luglio 1999   | Italia               |
| 2  | John Perrin         | S     | 17 agosto 1989   | Canada               |
| 3  | Giulio Magalini     | S     | 14 agosto 2001   | Italia               |
| 4  | Gustavo Cavalcanti  | S     | 3 febbraio 2001  | Portogallo           |
| 5  | Maksim Sapožkov     | O     | 15 novembre 2000 | Russia               |
| 7  | Raphael de Oliveira | P     | 14 giugno 1979   | Brasile              |
| 9  | Noumory Keïta       | S     | 26 giugno 2001   | Mali                 |
| 11 | Aleks Grozdanov     | C     | 28 marzo 1998    | Bulgaria             |
| 12 | Mads Jensen         | O     | 24 aprile 1999   | Danimarca            |
| 13 | Luca Spirito        | P     | 30 ottobre 1993  | Italia               |
| 15 | Pietro Bonisoli     | L     | 11 febbraio 2005 | Italia               |
| 18 | Leandro Mosca       | C     | 5 settembre 2000 | Italia               |
| 19 | Rok Možič           | S     | 17 gennaio 2002  | Slovenia             |
| 20 | Marco Gaggini       | L     | 7 aprile 2002    | Italia               |
| 21 | Andrea Zanotti      | C     | 28 ottobre 1997  | Italia               |

## Mercato
| Acquisti | Acquisti           | Acquisti           | Acquisti   |
| R.       | Nome               | da                 | Modalità   |
| -------- | ------------------ | ------------------ | ---------- |
| L        | Pietro Bonisoli    | Diavoli Rosa       | definitivo |
| S        | Gustavo Cavalcanti | -                  | definitivo |
| L        | Marco Gaggini      | Milano             | prestito   |
| C        | Aleks Grozdanov    | Milano             | definitivo |
| S        | Noumory Keïta      | KB Stars           | definitivo |
| C        | Leandro Mosca      | Powervolley Milano | definitivo |
| S        | John Perrin        | Shahdab Yazd       | definitivo |
| O        | Maksim Sapožkov    | Samotlor           | definitivo |

| Cessioni | Cessioni           | Cessioni              | Cessioni   |
| R.       | Nome               | a                     | Modalità   |
| -------- | ------------------ | --------------------- | ---------- |
| C        | Jonas Aguenier     | Libertas Brianza      | definitivo |
| S        | Asparuh Asparuhov  | Padova                | definitivo |
| L        | Federico Bonami    | Emma Villas           | definitivo |
| L        | Francesco Donati   | Folgore Massa         | definitivo |
| C        | Uroš Nikolić       | Stade Poitevin        | definitivo |
| S        | John Perrin        | Lokomotiv Novosibirsk | definitivo |
| O        | Anton Qafarena     | Al-Ahly Doha          | definitivo |
| S        | Nathan Wounembaina | Chaumont              | definitivo |

## Risultati

### Superlega

#### Girone di andata
| 1ª giornata - 2 ottobre 2022 PalaBanca, Piacenza                           | You Energy         | 2 - 3 | Verona         | 20-25, 25-23, 25-23, 20-25, 22-24 |
| 2ª giornata - 8 ottobre 2022 PalaOlimpia, Verona                           | Verona             | 3 - 2 | Trentino       | 23-25, 27-25, 25-20, 28-30, 17-15 |
| 3ª giornata - 15 ottobre 2022 PalaEvangelisti, Perugia                     | Sir Safety Perugia | 3 - 0 | Verona         | 25-22, 25-14, 25-20               |
| 4ª giornata - 23 ottobre 2022 PalaOlimpia, Verona                          | Verona             | 2 - 3 | Prisma Taranto | 25-17, 17-25, 25-23, 22-25, 13-15 |
| 5ª giornata - 30 ottobre 2022 Palalido, Milano                             | Powervolley Milano | 0 - 3 | Verona         | 20-25, 22-25, 23-25               |
| 6ª giornata - 6 novembre 2022 PalaCivitanova, Civitanova Marche            | Lube               | 3 - 1 | Verona         | 16-25, 26-24, 25-21, 26-24        |
| 7ª giornata - 13 novembre 2022 PalaOlimpia, Verona                         | Verona             | 3 - 0 | Milano         | 25-19, 25-17, 25-14               |
| 8ª giornata - 21 novembre 2022 PalaOlimpia, Verona                         | Verona             | 3 - 0 | Padova         | 25-21, 25-17, 25-21               |
| 9ª giornata - 27 novembre 2022 PalaPanini, Modena                          | Modena             | 3 - 1 | Verona         | 25-19, 14-25, 25-18, 25-22        |
| 10ª giornata - 4 dicembre 2022 PalaOlimpia, Verona                         | Verona             | 3 - 1 | Emma Villas    | 20-25, 25-13, 25-20, 25-11        |
| 11ª giornata - 10 dicembre 2022 Palazzetto dello Sport, Cisterna di Latina | Top Volley Latina  | 2 - 3 | Verona         | 13-25, 25-23, 25-20, 20-25, 13-15 |

#### Girone di ritorno
| 12ª giornata - 17 dicembre 2022 PalaOlimpia, Verona    | Verona         | 1 - 3 | You Energy         | 21-25, 25-23, 23-25, 23-25        |
| 13ª giornata - 26 dicembre 2022 PalaTrento, Trento     | Trentino       | 3 - 0 | Verona             | 25-13, 25-13, 25-16               |
| 14ª giornata - 8 gennaio 2023 PalaOlimpia, Verona      | Verona         | 0 - 3 | Sir Safety Perugia | 17-25, 17-25, 16-25               |
| 15ª giornata - 14 gennaio 2023 PalaMazzola, Taranto    | Prisma Taranto | 3 - 0 | Verona             | 25-22, 25-22, 25-20               |
| 16ª giornata - 22 gennaio 2023 PalaOlimpia, Verona     | Verona         | 3 - 0 | Powervolley Milano | 25-23, 27-25, 25-21               |
| 17ª giornata - 29 gennaio 2023 PalaOlimpia, Verona     | Verona         | 3 - 2 | Lube               | 25-22, 25-22, 20-25, 20-25, 15-12 |
| 18ª giornata - 5 febbraio 2023 Arena di Monza, Monza   | Milano         | 1 - 3 | Verona             | 24-26, 20-25, 25-14, 21-25        |
| 19ª giornata - 12 febbraio 2023 PalaSanLazzaro, Padova | Padova         | 2 - 3 | Verona             | 21-25, 22-25, 25-20, 29-27, 17-19 |
| 20ª giornata - 19 febbraio 2023 PalaOlimpia, Verona    | Verona         | 3 - 2 | Modena             | 25-19, 28-26, 19-25, 20-25, 15-10 |
| 21ª giornata - 5 marzo 2023 PalaMensSana, Siena        | Emma Villas    | 0 - 3 | Verona             | 21-25, 20-25, 19-25               |
| 22ª giornata - 11 marzo 2023 PalaOlimpia, Verona       | Verona         | 3 - 1 | Top Volley Latina  | 25-22, 25-20, 21-25, 25-20        |

#### Play-off scudetto
| Quarti di finale (gara 1) - 19 marzo 2023 PalaCivitanova, Civitanova Marche | Lube   | 0 - 3 | Verona | 24-26, 29-31, 24-26               |
| Quarti di finale (gara 2) - 22 marzo 2023 PalaOlimpia, Verona               | Verona | 3 - 2 | Lube   | 24-26, 25-20, 20-25, 25-23, 15-11 |
| Quarti di finale (gara 3) - 26 marzo 2023 PalaCivitanova, Civitanova Marche | Lube   | 3 - 0 | Verona | 25-17, 25-22, 28-26               |
| Quarti di finale (gara 4) - 1º aprile 2023 PalaOlimpia, Verona              | Verona | 1 - 3 | Lube   | 25-20, 23-25, 26-28, 24-26        |
| Quarti di finale (gara 5) - 8 aprile 2023 PalaCivitanova, Civitanova Marche | Lube   | 3 - 0 | Verona | 25-19, 25-23, 25-23               |

#### Play-off 5º posto
| 1ª giornata - 15 aprile 2023 PalaOlimpia, Verona      | Verona             | 3 - 0 | Padova | 25-17, 25-11, 25-23              |
| 3ª giornata - 22 aprile 2023 PalaEvangelisti, Perugia | Sir Safety Perugia | 3 - 2 | Verona | 25-15, 24-26, 22-25, 25-14, 15-6 |
| 4ª giornata - 25 aprile 2023 PalaOlimpia, Verona      | Verona             | 0 - 3 | Milano | 18-25, 17-25, 24-26              |
| 5ª giornata - 30 aprile 2023 PalaPanini, Modena       | Modena             | 3 - 1 | Verona | 25-22, 18-25, 27-25, 25-23       |

### Coppa Italia
| Quarti di finale - 29 dicembre 2022 PalaOlimpia, Verona | Verona | 2 - 3 | You Energy | 19-25, 33-31, 22-25, 25-21, 8-15 |

## Statistiche

### Statistiche di squadra
| Competizione | Punti | In casa | In casa | In casa | In trasferta | In trasferta | In trasferta | Totale | Totale | Totale |
| Competizione | Punti | G       | V       | P       | G            | V            | P            | G      | V      | P      |
| ------------ | ----- | ------- | ------- | ------- | ------------ | ------------ | ------------ | ------ | ------ | ------ |
| Superlega    | 37/4  | 15      | 10      | 5       | 16           | 7            | 9            | 31     | 17     | 14     |
| Coppa Italia | -     | 1       | 0       | 1       | 0            | 0            | 0            | 1      | 0      | 1      |
| Totale       | -     | 16      | 10      | 6       | 16           | 7            | 9            | 32     | 17     | 15     |

G = partite giocate; V = partite vinte; P = partite perse

### Statistiche dei giocatori
| Giocatore      | Superlega | Superlega | Superlega | Superlega | Superlega | Coppa Italia | Coppa Italia | Coppa Italia | Coppa Italia | Coppa Italia | Totale | Totale | Totale | Totale | Totale |
| Giocatore      | P         | PT        | AV        | MV        | BV        | P            | PT           | AV           | MV           | BV           | P      | PT     | AV     | MV     | BV     |
| -------------- | --------- | --------- | --------- | --------- | --------- | ------------ | ------------ | ------------ | ------------ | ------------ | ------ | ------ | ------ | ------ | ------ |
| P. Bonisoli    | 15        | 1         | 1         | 0         | 0         | 0            | 0            | 0            | 0            | 0            | 15     | 1      | 1      | 0      | 0      |
| G. Cavalcanti  | 0         | 0         | 0         | 0         | 0         | -            | -            | -            | -            | -            | 0      | 0      | 0      | 0      | 0      |
| L. Cortesia    | 24        | 106       | 71        | 27        | 8         | 1            | 4            | 1            | 2            | 1            | 25     | 110    | 72     | 29     | 9      |
| R. de Oliveira | 16        | 7         | 2         | 3         | 2         | 1            | 0            | 0            | 0            | 0            | 17     | 7      | 2      | 3      | 2      |
| M. Gaggini     | 31        | 0         | 0         | 0         | 0         | 1            | 0            | 0            | 0            | 0            | 32     | 10     | 0      | 0      | 0      |
| A. Grozdanov   | 30        | 137       | 79        | 46        | 12        | 1            | 1            | 1            | 0            | 0            | 31     | 138    | 80     | 46     | 12     |
| M. Jensen      | 6         | 8         | 7         | 0         | 1         | 0            | 0            | 0            | 0            | 0            | 6      | 8      | 7      | 0      | 1      |
| N. Keïta       | 31        | 496       | 409       | 26        | 61        | 1            | 11           | 8            | 1            | 2            | 32     | 507    | 417    | 27     | 63     |
| G. Magalini    | 15        | 48        | 40        | 7         | 1         | 1            | 0            | 0            | 0            | 0            | 16     | 48     | 40     | 7      | 1      |
| L. Mosca       | 24        | 104       | 66        | 34        | 4         | 1            | 5            | 3            | 2            | 0            | 25     | 109    | 69     | 36     | 4      |
| R. Možič       | 31        | 438       | 364       | 50        | 24        | 1            | 21           | 19           | 2            | 0            | 32     | 459    | 383    | 52     | 24     |
| J. Perrin      | 15        | 13        | 11        | 1         | 1         | 1            | 1            | 1            | 0            | 0            | 16     | 14     | 12     | 1      | 1      |
| M. Sapožkov    | 29        | 499       | 423       | 49        | 27        | 1            | 28           | 24           | 4            | 0            | 30     | 527    | 447    | 53     | 27     |
| L. Spirito     | 28        | 53        | 20        | 22        | 11        | 1            | 0            | 0            | 0            | 0            | 29     | 53     | 20     | 22     | 11     |
| A. Zanotti     | 7         | 4         | 1         | 3         | 0         | 0            | 0            | 0            | 0            | 0            | 7      | 4      | 1      | 3      | 0      |

P = presenze; PT = punti totali; AV = attacchi vincenti; MV = muri vincenti; BV = battute vincenti